# Julia Jung
Pour les articles homonymes, voir Jung.
Julia Jung, née le 4 octobre 1979 à Haiger, est une ancienne nageuse allemande, championne d'Europe du 800 m nage libre en 1995.

## Biographie
En 1993 et 1994, elle devient la nageuse la plus titrée des Championnats d'Europe juniors de natation avec six titres en tout.
De par sa carrière, elle est souvent comparée à Franziska van Almsick,. Elle prend finalement sa retraite après qu'un médecin lui ai diagnostiqué un problème à la colonne vertébrale.

## Palmarès

### Championnats du monde
Médaille d'argent au relai 4x200 mètres nage libre en 1994

### Championnats du monde petit bassin
- Médaille d'or aux 400 mètres nage libre en 1995
- Médaille d'argent au relai 4x200 mètres nage libre en 1995

### Championnats d'Europe
- Médaille d'or aux 800 mètres nage libre en 1995
- Médaille d'or au relai 4X200 mètres nage libre en 1995[4]